# Music from and Inspired by the Motion Picture 8 Mile
Music from and Inspired by the Motion Picture 8 Mile è la colonna sonora del film 8 Mile, uscito nel 2002 sotto l'etichetta Shady/Interscope Records, e vede come protagonista il rapper statunitense Eminem. In realtà quest'album — venduto anche in edizione speciale con un secondo CD chiamato The Shady/Aftermath Sampler — contiene solo due canzoni presenti nel film: Lose Yourself e 8 Mile, entrambi di Eminem; come da titolo infatti il disco contiene canzoni ispirate dal film. Vi hanno preso parti diversi rapper e cantanti tra cui Obie Trice, 50 Cent, D12, Jay-Z, Xzibit, Nas, Rakim e naturalmente Eminem.
Le musiche originali del film 8 Mile si trovano invece nell'album More Music from 8 Mile.
Nel 2003 Eminem ha vinto l'Oscar per la migliore canzone con Lose Yourself.

## Tracce

### CD 1
1. Lose Yourself - Eminem
2. Love Me - Eminem, Obie Trice, 50 Cent
3. 8 Mile - Eminem
4. Adrenaline Rush - Obie Trice
5. Places to Go - 50 Cent
6. Rap Game - D12, 50 Cent
7. 8 Miles and Runnin' - Jay-Z, Freeway
8. Spit Shine - Xzibit
9. Time of My Life - Macy Gray
10. U Wanna Be Me - Nas
11. Wanksta - 50 Cent
12. Wasting My Time - Boomkat (Taryn Manning)
13. R.A.K.I.M. - Rakim
14. That's My Nigga Fo' Real - Young Zee
15. Battle - Gang Starr
16. Rabbit Run - Eminem

### CD 2
1. Rap Name - Obie Trice
2. Stimulate - Eminem
3. 'Till I Collapse Freestyle - 50 Cent
4. Gangsta - Joe Beast
5. The Weekend - Brooklyn
6. California - Shaunta